# Anna Innerhuber
Anna Innerhuber (Innsbruck, 9 marzo 1991) è una calciatrice austriaca, centrocampista del Wacker Innsbruck.

## Carriera

### Club
Anna Innerhuber si appassiona al mondo del calcio fin dalla giovanissima età, tesserandosi con lo Sportverein (SV) Innsbruck, società della città dove risiede, iniziando l'attività agonistica nelle sue sezioni giovanili fino dai 6 anni d'età. Nel gennaio 2006 gioca nelle formazioni giovanili della sezione femminile dell'Innsbrucker AC fino al termine del campionato quando la società decide di interrompere l'attività femminile. Il Wacker Innsbruck decide di integrare il precedente organico creando a sua volta una sezione femminile, di conseguenza la nuova realtà societaria le propone di continuare a giocare con i nuovi colori nelle proprie formazioni giovanili.
Con il Wacker Innsbruck instaura una collaborazione che durerà dieci stagioni, dalla 2007-08 inserita nella rosa della prima squadra neopromossa in ÖFB-Frauenliga, vestendo la maglia neroverde fino all'inizio della stagione 2015-2016, quando decide di affrontare il suo primo campionato all'estero accettando la proposta della Riviera di Romagna. Fino a quel momento contribuisce a conquistare tre secondi posti in ÖFB-Frauenliga, al termine delle stagioni 2007-2008, 2008-2009, e 2009-2010, nonché due finali di ÖFB-Ladies-Cup, nel 2009 e 2012, entrambe le volte sconfitte dal Neulengbach, congedandosi dalla società con 7 reti siglate e 120 presenze in campionato, delle quali 6 della stagione 2015-2016, e indossando in più occasioni la fascia di capitano.
A campionato austriaco già iniziato, viene formalizzato il passaggio alla Riviera di Romagna, debuttando in Serie A il 31 ottobre 2015 alla 2ª giornata, nell'incontro perso di misura fuori casa per 2-3 con il Mozzanica. Durante la stagione sigla due reti, la sua prima nel campionato italiano alla 7ª giornata, dove nella partita contro il Luserna apre le marcature al 5', incontro poi terminato sulla parità con due reti per parte. Al termine della sua prima esperienza italiana il suo tabellino personale conta 21 presenze su 22 incontri (il primo era ancora tesserata con il Wacker Innsbruck) in campionato e una in Coppa Italia, ai sedicesimi di finale.
Durante il calciomercato estivo 2016 sottoscrive un accordo con il neopromosso Chieti che le offre l'opportunità di giocare nuovamente in Serie A per la stagione 2016-2017.. Rimane con la società neroverde fino al termine della stagione Associazione Sportiva Dilettantistica Calcio Femminile Chieti 2016-2017 che vede il Chieti retrocedere in cadetteria, decidendo di congedarsi con un tabellino personale di 2 reti segnate su 22 incontri.
Nell'estate 2017 decide di tornare in Austria formalizzando il suo trasferimento al suo precedente club Wacker Innsbruck per giocare il campionato 2017-2018 in Frauen 2. Liga.